# Česká stezka
Česká cesta či stezka (německy Böhmweg) je historická obchodní stezka, která po staletí spojuje Podunají a Čechy. 
Vedle Zlaté stezky (něm. Goldener Steig) a Bavorské stezky (Baierweg) to byla důležitá obchodní cesta přes Bavorský les. 

## Popis

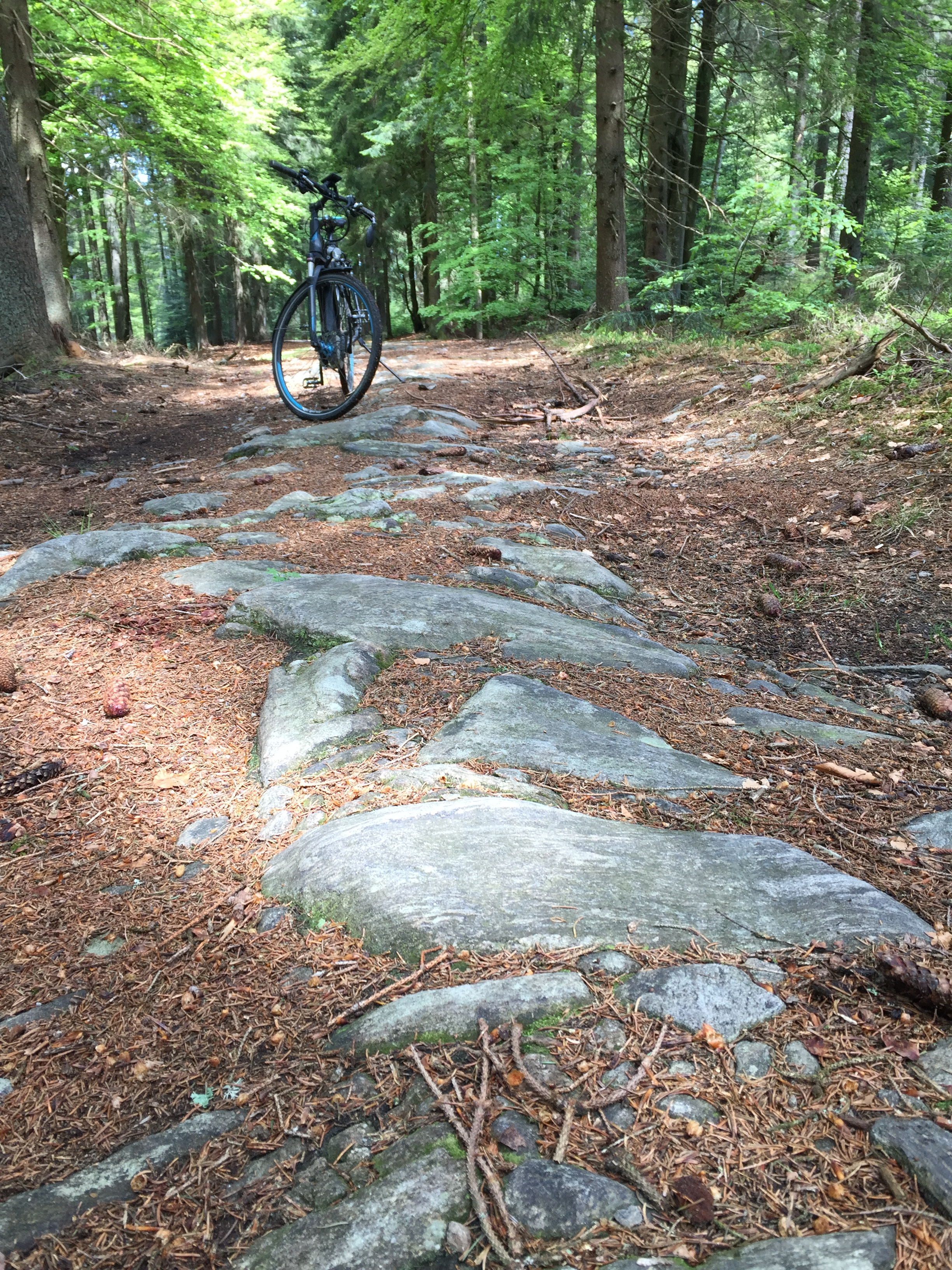
V některých úsecích České stezky se dochovala původní dlažba, zde u Hermannsriedu.

Česká stezka byla po staletí nejkratší cestou mezi tokem Dunaje a Čechami. (50 km vzdušnou čarou z Deggendorfu do Sušice). S výstavbou Ruselberské cesty (Ruselbergstrasse) ztratila Česká stezka svůj význam, a v současnosti je značena jako turistická stezka. Jeho symbolem je stylizované kolo vozu.
Přibližně 55 kilometrů dlouhá bavorská část turistické stezky vede z Deggendorfu (310 m n.m.) přes Bischofsmais, Weißenstein u Regen a Zwiesel do Bayerisch Eisenstein (720 m n. m.).
Stezka je rozdělená do čtyř relativně krátkých denních etap je vhodná i pro nezkušené turisty. Jen první etapa je obtížná kvůli výškovým rozdílům.
| Etapa | trasa                         | délkakm | převýšení nahoru (m) | převýšení dolů (m) |  |
| 1     | Deggendorf – Bischofsmais     | 16      | 560                  | 200                |  |
| 2     | Bischofsmais – Weißenstein    | 7       | 180                  | 270                |  |
| 3     | Weißenstein – Zwiesel         | 12      | 80                   | 270                |  |
| 4     | Zwiesel – Bavorský Ejzenštejn | 18      | 190                  | 50                 |  |
|       | Celkem (zaokrouhleno)         | 55      | 1 010                | 790                |  |

Kromě samotné krajiny stojí na trase za vidění také poutní kostel v Greisingu, poutní kostel v Sankt Hermann bei Bischofsmais, zřícenina hradu Weißenstein, lesní muzeum ve Zwieselu a Zwieslerwaldhaus.